# Wirges

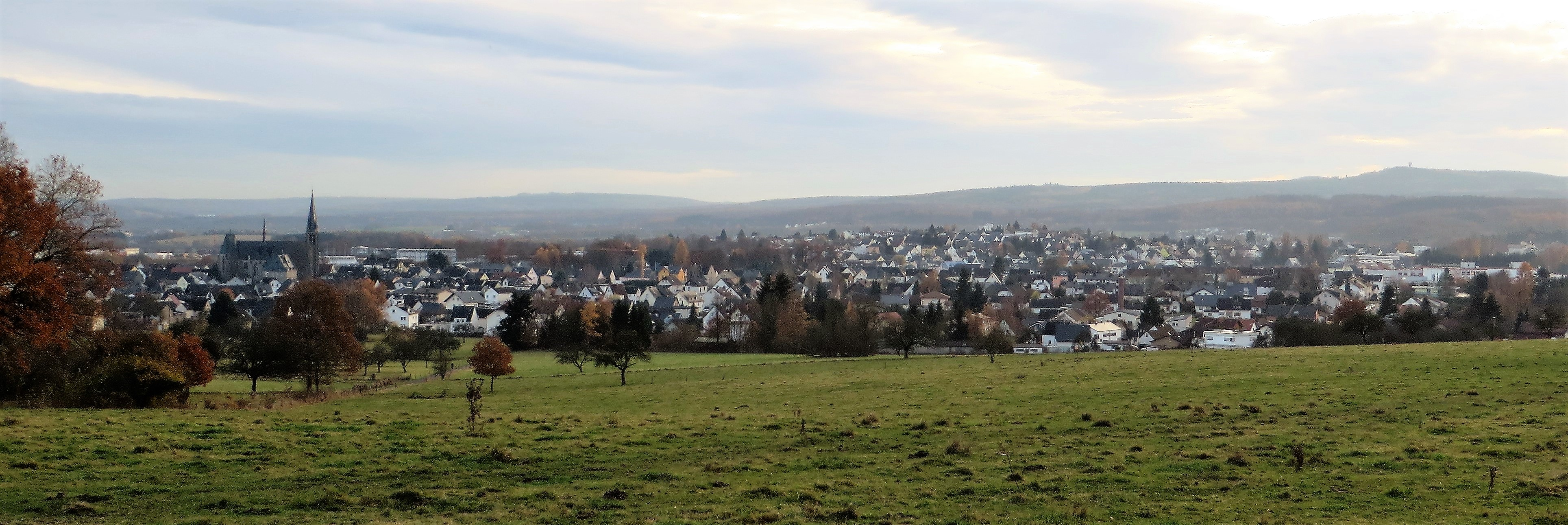
Panorama von Wirges (Westerwald)

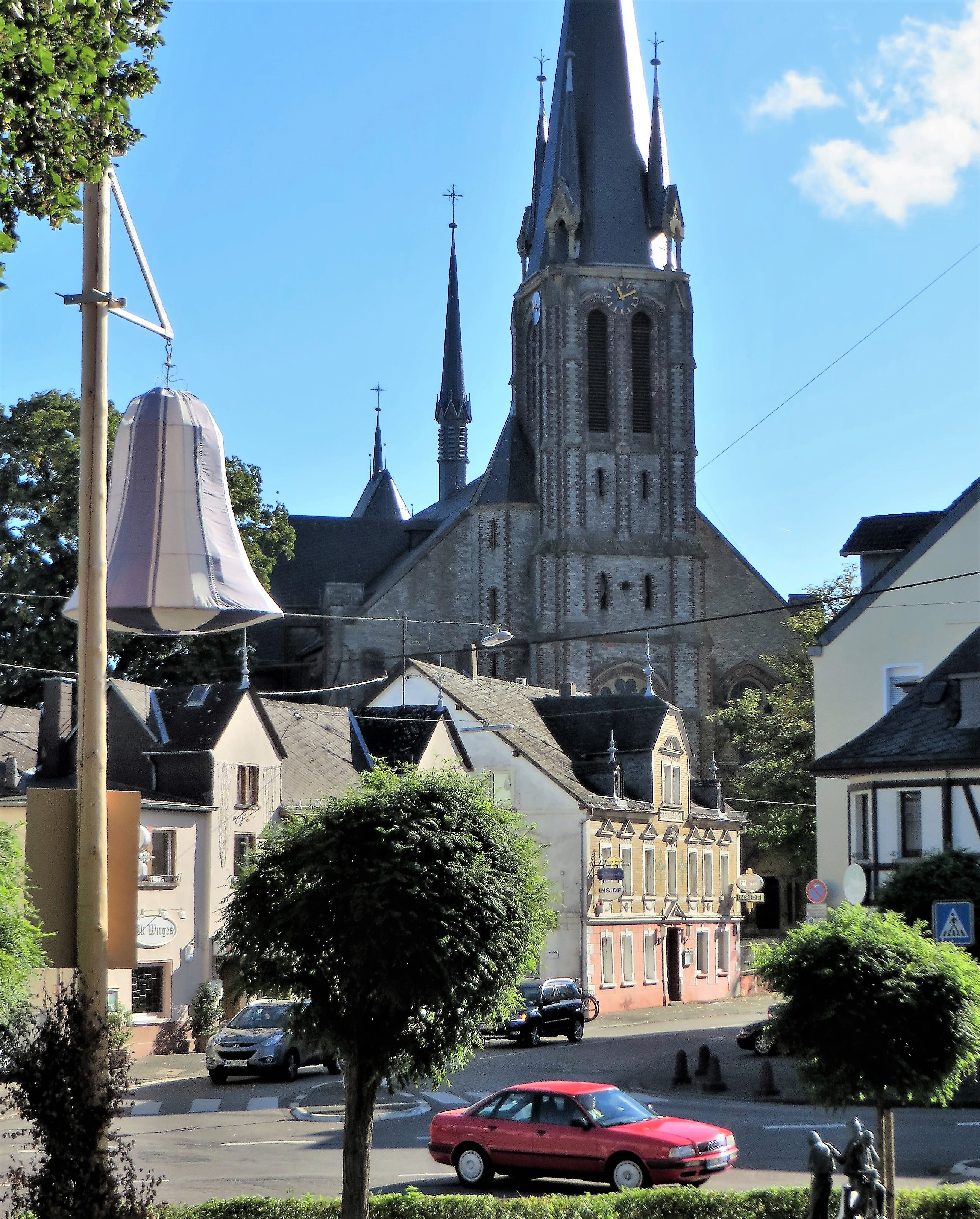
Zentrum der Stadt Wirges mit „Westerwälder Dom“

Wirges ist eine Stadt im Westerwaldkreis in Rheinland-Pfalz und Verwaltungssitz der Verbandsgemeinde Wirges, der sie auch angehört. Wirges ist gemäß Landesplanung als Mittelzentrum ausgewiesen.

## Geographische Lage
Wirges liegt in einer Hochmulde des vorderen Westerwaldes zwischen den Bergen Köppel (540,2 m) im Südwesten, Malberg (422 m) im Nordosten und dem Wirgeser „Hausberg“ Steimel (333,7 m) im Norden. Dort wurde 1865 eine Marienkapelle erbaut, die vom Ort her über einen Kreuzweg erreichbar ist. Am Steimel besteht ein kleiner Lehrpfad durch ein Vogelschutzgebiet.
Westlich von Wirges liegt der „Silbersee“, ein 4,5 Hektar großer Teich, der von den Angelfreunden Wirges genutzt wird.

## Geschichte
Wirges wurde 958 erstmals urkundlich erwähnt. In der Urkunde lautet die Schreibweise „uuidherigis“. Der Name lässt sich jedoch zurückführen auf „ųíď-ar-ik-is-a“, wie die Ortsbezeichnung wohl in einer alteuropäischen Hirtensprache, der AEHT (alteuropäische Hydro- und Toponomie) lautete, deren Sprecher nacheiszeitlich eine Benennung der Gewässer- und Bodenverhältnisse Mitteleuropas vornahmen. Dabei bedeutet die Endung „isa“ Wasser. Der Name deutet somit auf eine sehr alte Siedlung hin.
Die Stadtrechte wurden am 10. Mai 1975 verliehen.

### Mittelalter
Der erste schriftliche Nachweis für die Existenz eines Pfarrdorfes Wirges im Bereich der Grundherrschaft Humbach (Montabaur) ist eine Schenkungsurkunde König Ottos I. vom 29. April 958. Das historische Dokument betrifft einen Königshof zu Wirges, der damit in den Besitz der Witwe des Gaugrafen im Engersgau, Herzog Hermann I. von Schwaben, übergeht.
Herzogin Reginlind von Schwaben vermacht den Hof wenig später dem Koblenzer Florinsstift, das 1018 n. Chr. von Kaiser Heinrich II. mit allen dazugehörenden Liegenschaften an den Erzbischof von Trier, Poppo von Babenberg, verschenkt wird.
Der 1211 im Liber annalium iurium (Güterverzeichnis) des Erzstiftes Trier genannte Fronhof in Widergis, ist sicher identisch mit dem früheren Königshof aus dem 10. Jahrhundert. Wer ihn bewirtschaftete, ist nicht bekannt.
Ab 1217 gehört aber ein Ritter Conradus de Widergis zur Burgmannschaft von Montabaur. Er ist vermutlich der früheste namentlich bekannte Wirgeser.

### 20. Jahrhundert
Am Anfang der Zeit des Nationalsozialismus existierte eine kommunistische Untergrundzeitung Die Bombe von Wirges in Wirges, welche von Helmuth Preußer (1905–1944) herausgegeben wurde. Nachdem die Zeitung im Juli 1933 aufflog, floh Helmuth Preußer ins Saarland, wurde aber später festgenommen und in die Bewährungstruppe 999 eingezogen, wo er kurze Zeit später bei einem Einsatz in Jugoslawien fiel.
Ortsprägend ist der „Westerwälder Dom“, die katholische Pfarrkirche St. Bonifatius. 1885 wurde der Grundstein für die neugotische Kirche gelegt. 1887 folgte die Weihe durch den Limburger Bischof. In dieser Kirche wurden 1851 von der 2018 heiliggesprochen Maria Katharina Kasper die Dernbacher Schwestern gegründet.
Auch die evangelische Martin-Luther-Gemeinde, Mitglied der EKHN, ist in Wirges stark vertreten. Die Gemeinde umfasst etwa 2.500 Gemeindemitglieder. Sie unterhält eine von drei Kindertagesstätten in Wirges. Weitere Träger von Kindertagesstätten sind die Katholische Bonifatiusgemeinde Wirges und die Caritas.
Auch sind in Wirges zwei islamische Gebetsräume beheimatet.

### Konfessionsstatistik
Rund 52 % der Bevölkerung gehörten 2009 der römisch-katholischen Kirche an (Pfarrgemeinde St. Bonifatius, Bistum Limburg), 21 % der evangelischen Kirche (Martin-Luther-Kirchengemeinde Wirges, Evangelische Kirche in Hessen und Nassau). Etwa 15 % gehörten zu anderen Religionsgemeinschaften. Für rund 12 % der Bevölkerung wurde keine Religionszugehörigkeit erfasst.
Mit Stand 31. März 2023 waren von den Einwohnern (mit Hauptwohnung) 37,5 % römisch-katholisch, 17,3 % evangelisch und 45,2 % gehörten einer anderen Glaubensgemeinschaft an oder waren konfessionslos.

### Einwohnerentwicklung
| Wirges: Einwohnerzahlen von 2012 bis 2024 | Wirges: Einwohnerzahlen von 2012 bis 2024 | Wirges: Einwohnerzahlen von 2012 bis 2024 | Wirges: Einwohnerzahlen von 2012 bis 2024 | Wirges: Einwohnerzahlen von 2012 bis 2024 |
| ----------------------------------------- | ----------------------------------------- | ----------------------------------------- | ----------------------------------------- | ----------------------------------------- |
| Jahr                                      |                                           |                                           |                                           | Einwohner                                 |
| 2012                                      | 2012                                      |                                           | 5.212                                     | 5.212                                     |
| 2015                                      | 2015                                      |                                           | 5.321                                     | 5.321                                     |
| 2020                                      | 2020                                      |                                           | 5.474                                     | 5.474                                     |
| 2024                                      | 2024                                      |                                           | 5.694                                     | 5.694                                     |
| Quelle(n): statistik.rlp.de               |                                           |                                           |                                           |                                           |

## Politik

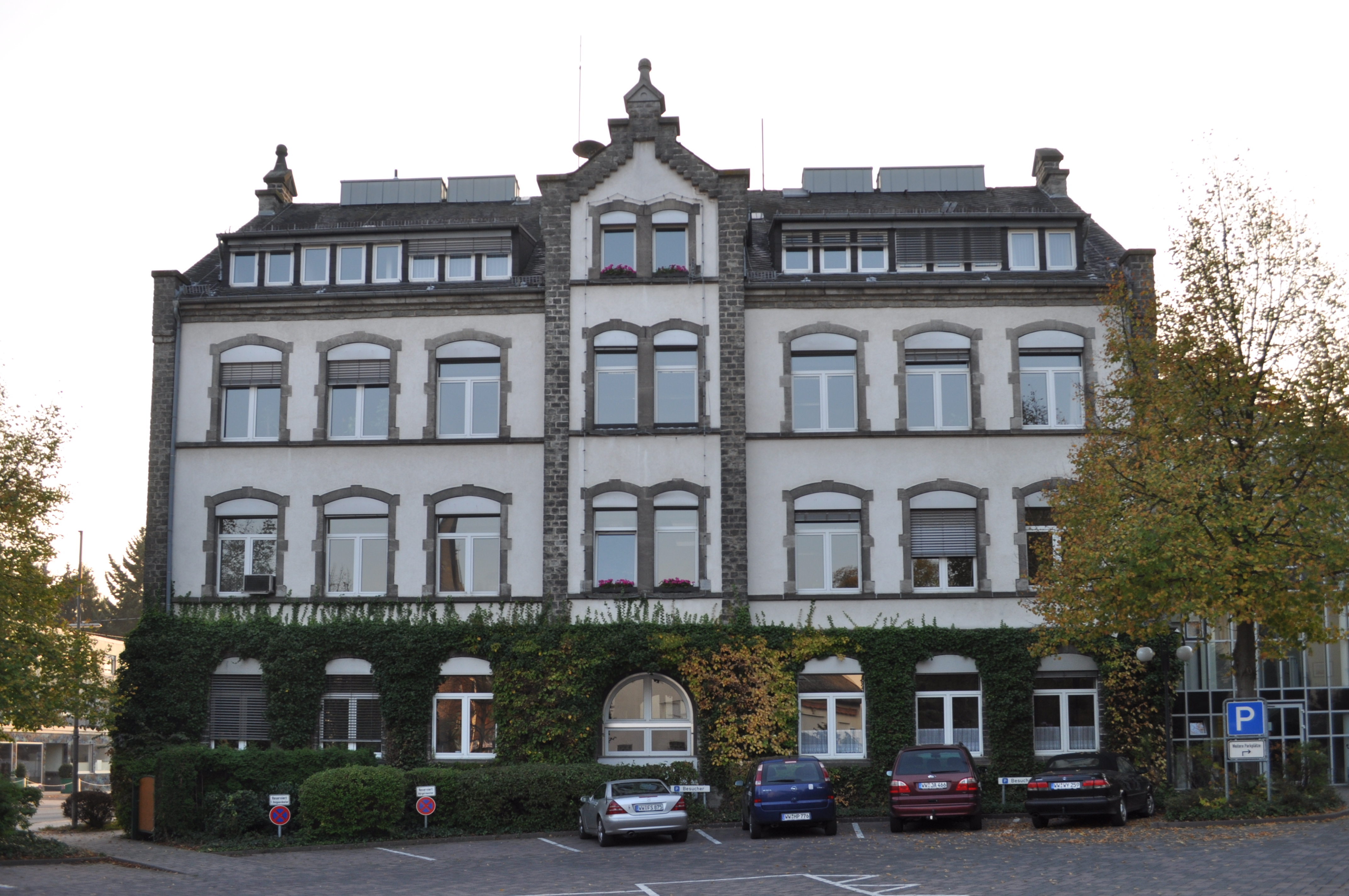
Rathaus

### Stadtrat
Der Stadtrat in Wirges besteht aus 22 Ratsmitgliedern, die bei der Kommunalwahl am 9. Juni 2024 in einer personalisierten Verhältniswahl gewählt wurden, und dem ehrenamtlichen Stadtbürgermeister als Vorsitzendem.

### Bürgermeister
Markus Schlotter wurde am 30. Oktober 2023 Stadtbürgermeister von Wirges. Bei der Direktwahl am 8. Oktober 2023 hatte er sich mit 71,3 % der Stimmen gegenüber der Kandidatin Sylvia Bijjou-Schwickert (SPD) durchgesetzt. Bei der Bürgermeisterwahl am 9. Juni 2024 wurde Schlotter ohne Gegenkandidaten mit 82,8 % der Stimmen wiedergewählt. Die Wahlbeteiligung lag bei 47,9 %.
Schlotters Vorgänger war bis zu seinem Tod am 15. Juni 2023 Andreas Weidenfeller (CDU). Zuletzt bei der Direktwahl am 26. Mai 2019 war der langjährige Stadtbürgermeister mit einem Stimmenanteil von 63,54 % in seinem Amt bestätigt worden.

### Wappen
| Wappen von Wirges | Blasonierung: „In Blau eine rotbebutzte, grünbespitzte, silberne Rose.“                                                        |
| Wappen von Wirges | Wappenbegründung: Das Wappen ist von der in alter Zeit in Wirges ansässigen adligen Familie derer von Widergis geführt worden. |

### Städtepartnerschaften
Es bestehen Partnerschaften mit der französischen Stadt Montchanin und der kroatischen Stadt Samobor.

## Wirtschaft und Infrastruktur

### Verkehr

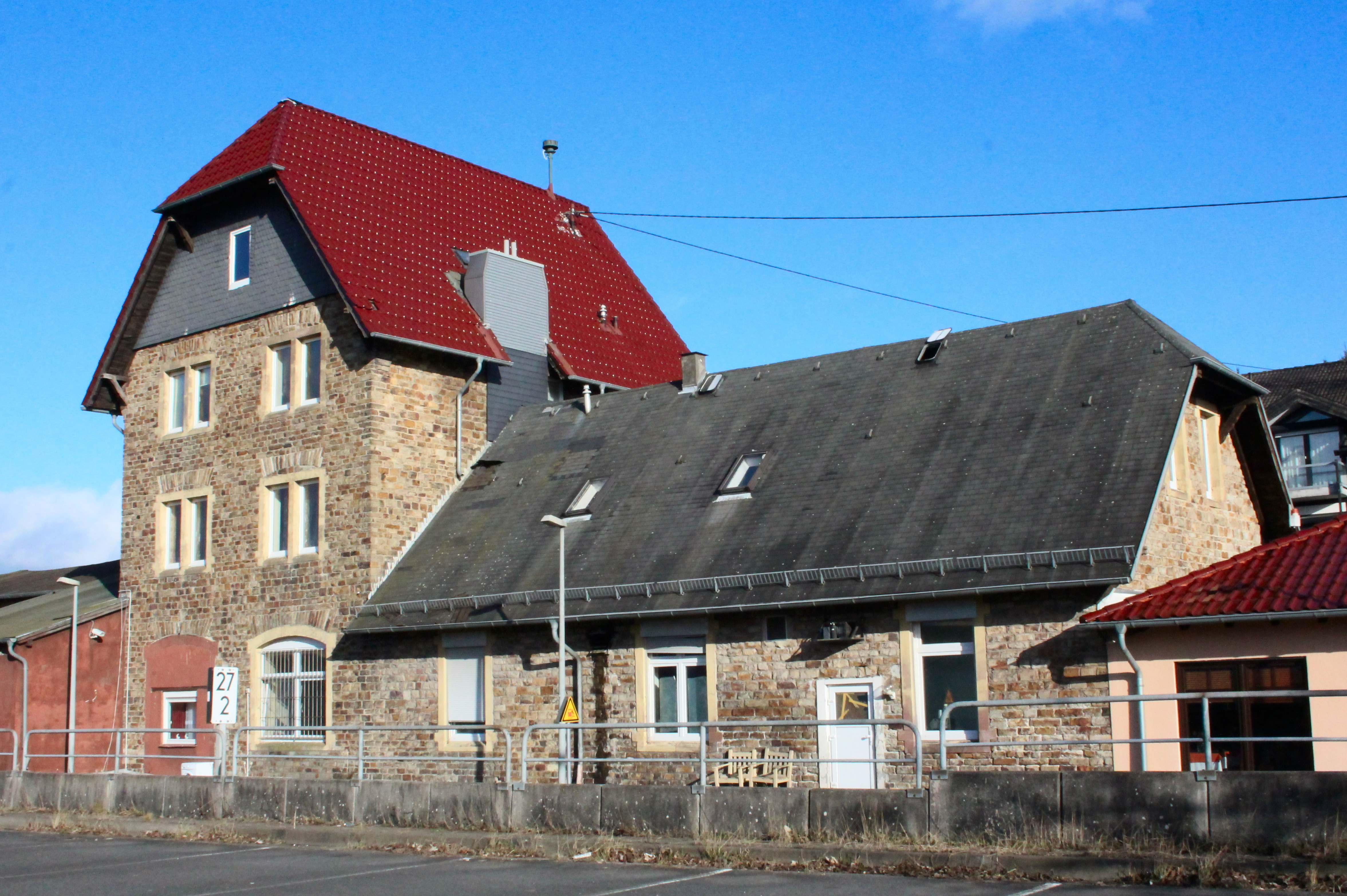
Der Bahnhaltepunkt Wirges an der Unterwesterwaldbahn

- In Nord-Süd-Richtung verläuft die L 300, welche im Jahr 2022 durch Herunterstufung zur Gemeindestraße wurde und in Ost-West-Richtung die L 313 durch die Stadt. Östlich der Stadt verläuft die B 255, die Montabaur und Rennerod verbindet. Die nächste Autobahnanschlussstelle in Richtung Süden ist Montabaur an der A 3 (Köln–Frankfurt am Main), etwa drei Kilometer entfernt. Die nächste Autobahnanschlussstelle in Richtung Norden ist Ransbach-Baumbach an derselben Autobahn, etwa fünf Kilometer entfernt. Zwischen diesen beiden Anschlussstellen liegt das Dernbacher Dreieck, bei dem die A 48 von Trier kommend auf die A 3 stößt.

- Der nächstgelegene ICE-Halt ist der Bahnhof Montabaur an der Schnellfahrstrecke Köln–Rhein/Main. Am Busbahnhof des Bahnhofes Montabaur verkehren zudem Fernbusse der Firmen Deutsche Post Mobility sowie Univers in Richtung Köln und Frankfurt am Main.
- Wirges ist an die Buslinien 115 (Montabaur-Hachenburg), 462 (Montabaur-Höhr-Grenzhausen) sowie 485 (Siershahn-Höhr-Grenzhausen-Koblenz) angeschlossen.
- Zudem verfügt Wirges über einen Haltepunkt an der Unterwesterwaldbahn, auf welcher die Züge der Linie RB 29 der HLB Hessenbahn GmbH, Bereich Dreiländerbahn (Limburg–Diez Ost-Steinefrenz-Montabaur-Siershahn) nach dem Rheinland-Pfalz-Takt täglich im Stundentakt verkehren.
- Die nächstgelegenen Flughäfen sind im Süden Frankfurt und im Norden Köln-Bonn – beide in einer Entfernung von ca. 90 Kilometern und gut erreichbar über die A 3 (Köln–Frankfurt am Main) oder den ICE-Bahnhof Montabaur.

### Unternehmen

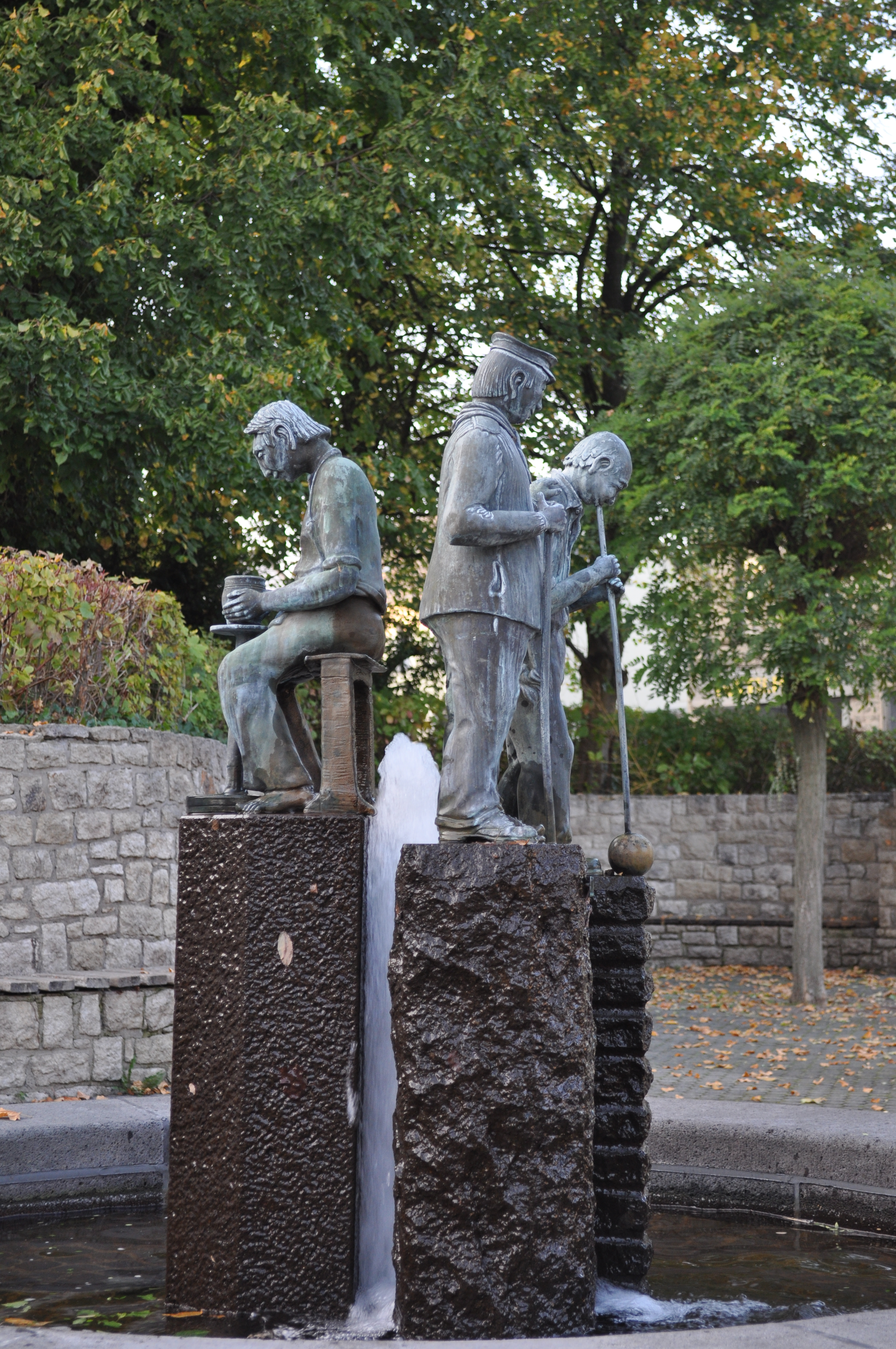
Brunnen in Wirges. Der Brunnen ist mit Glasbläsern und Töpfern geschmückt – Symbole für die wichtigsten Wirtschaftszweige des Ortes.

1895 wurde eine Glashütte in Wirges gegründet. Der Zuzug von Arbeitern führte dazu, dass Wirges eine Parteihochburg der SPD wurde, jedoch ist dieser Zustand in den letzten Jahren abhandengekommen. Auch heute noch ist die Verallia Deutschland größter Arbeitgeber in Wirges. Schwerpunkt der Produktion sind grüne Glasflaschen für den Wein-, Sekt- und Biermarkt.

## Sport, Kultur und Bildung
Die erste Mannschaft der SpVgg EGC Wirges spielt in der Saison 2019/20 in der Bezirksliga Ost des Fußballverbandes Rheinland.
Wirges baut seit 2022 am Sportplatz ein Funktionsgebäude. Dies ist für die Nutzung durch Vereine und Sportmannschaften vorgesehen.
Darüber hinaus gibt es in Wirges mehrere Chöre und einen Spielmannszug.
Oberhalb des Ortes liegt das Hallenbad.
Wirges verfügt über drei Schulen: die Grundschule Wirges, die Katharina-Kasper-Förderschule und die Theodor-Heuss-Realschule plus.

## In Wirges geboren
- Johann Diefenbach (1832–1911), Geistlicher Rat
- Otto Dahlem (1891–1980), Politiker (NSDAP), MdR und SA-Führer
- Hans Schweitzer (1920–1988), Politiker (SPD)
- Bernd Merkel (1938–2024), Zahnmediziner und Admiralarzt der Bundeswehr
- Harald Schweitzer (* 1948), Politiker (SPD)
- Detlef Bernd Blettenberg (* 1949), Schriftsteller
- Gerd Andres (* 1951), Politiker (SPD), 1987–2009 MdB
- Achim Schwickert (* 1962), Politiker (CDU), Landrat des Westerwaldkreises

## Bilder

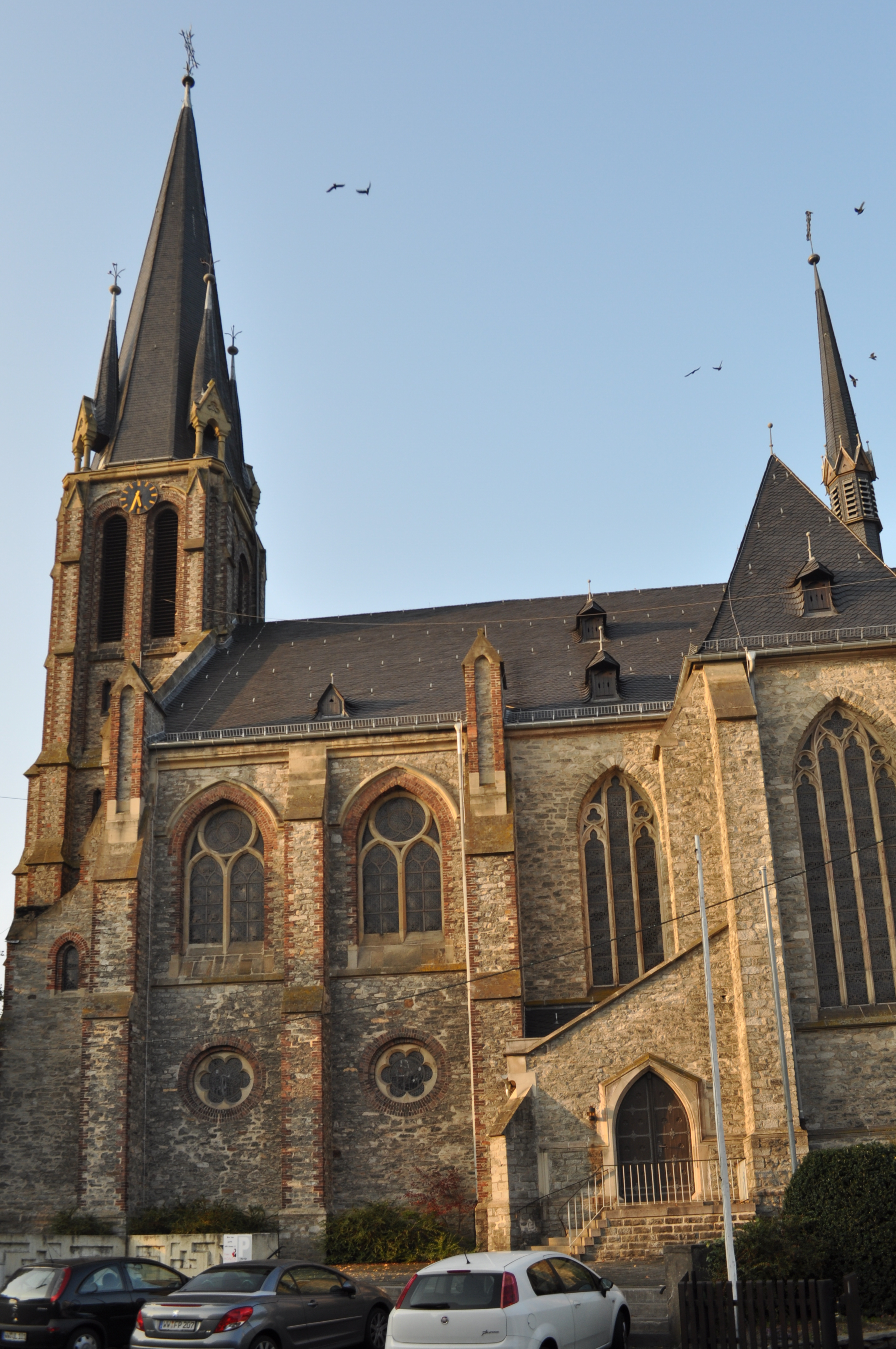
Katholische Kirche
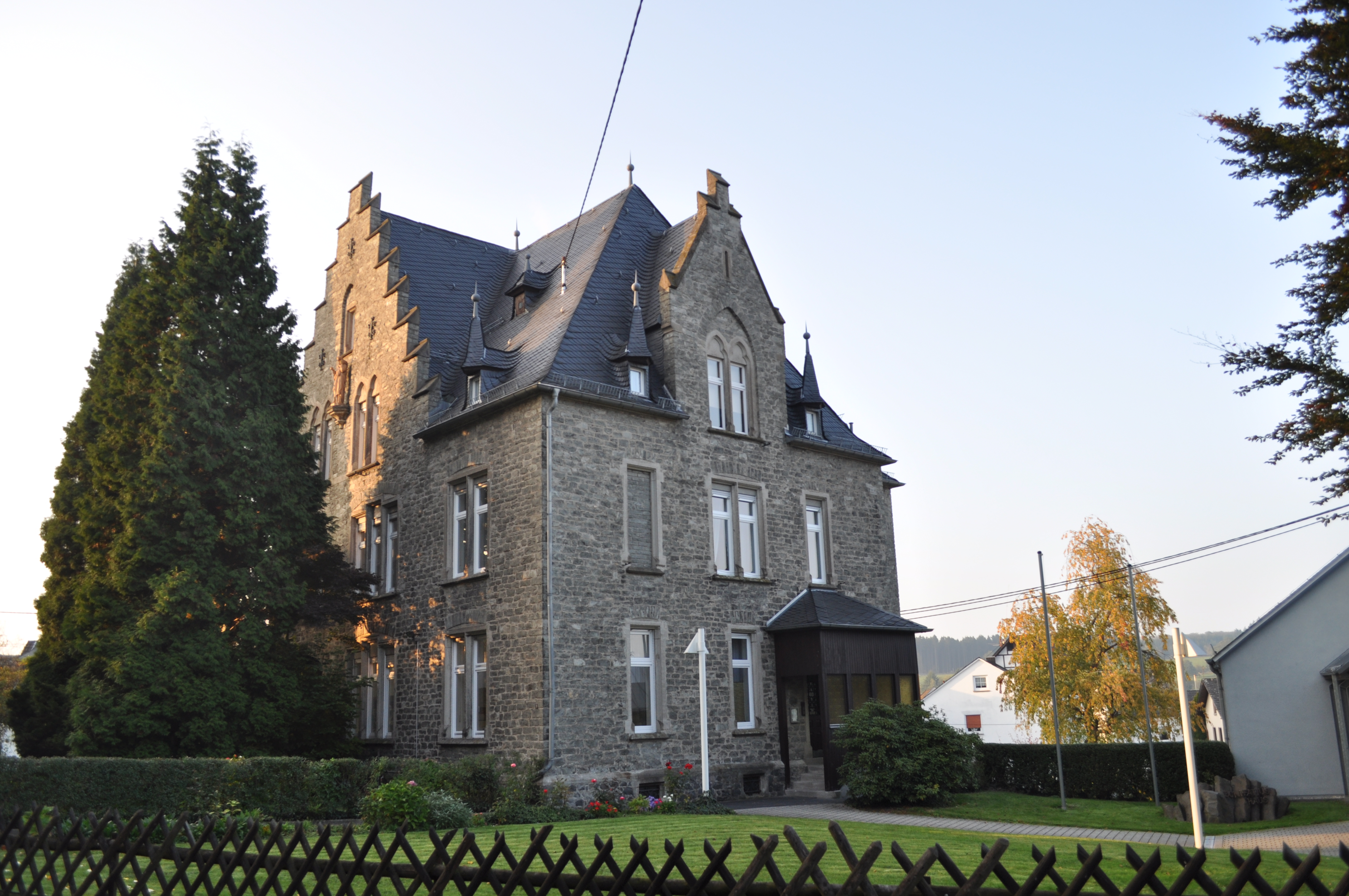
Katholisches Pfarrhaus
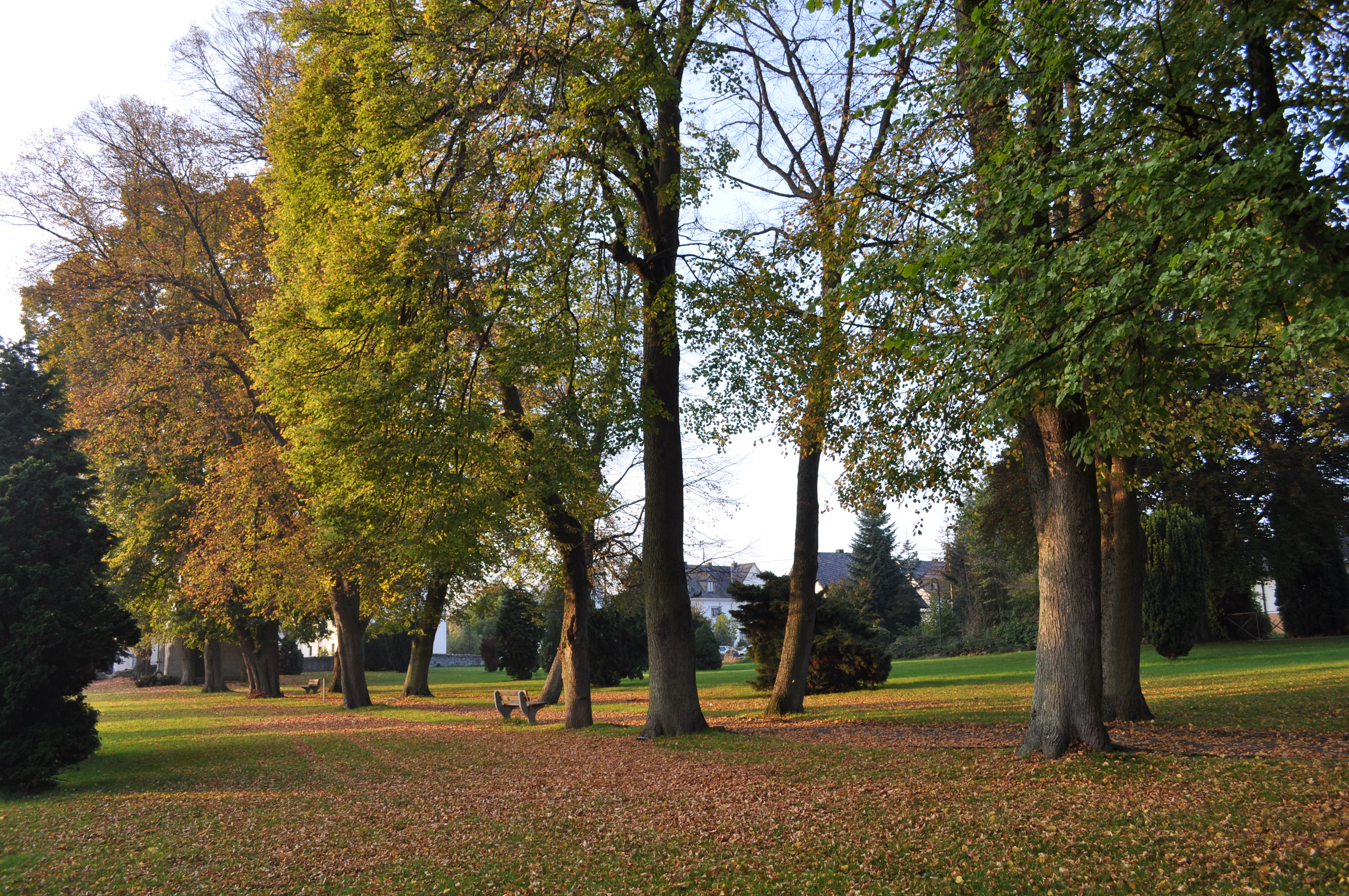
Park
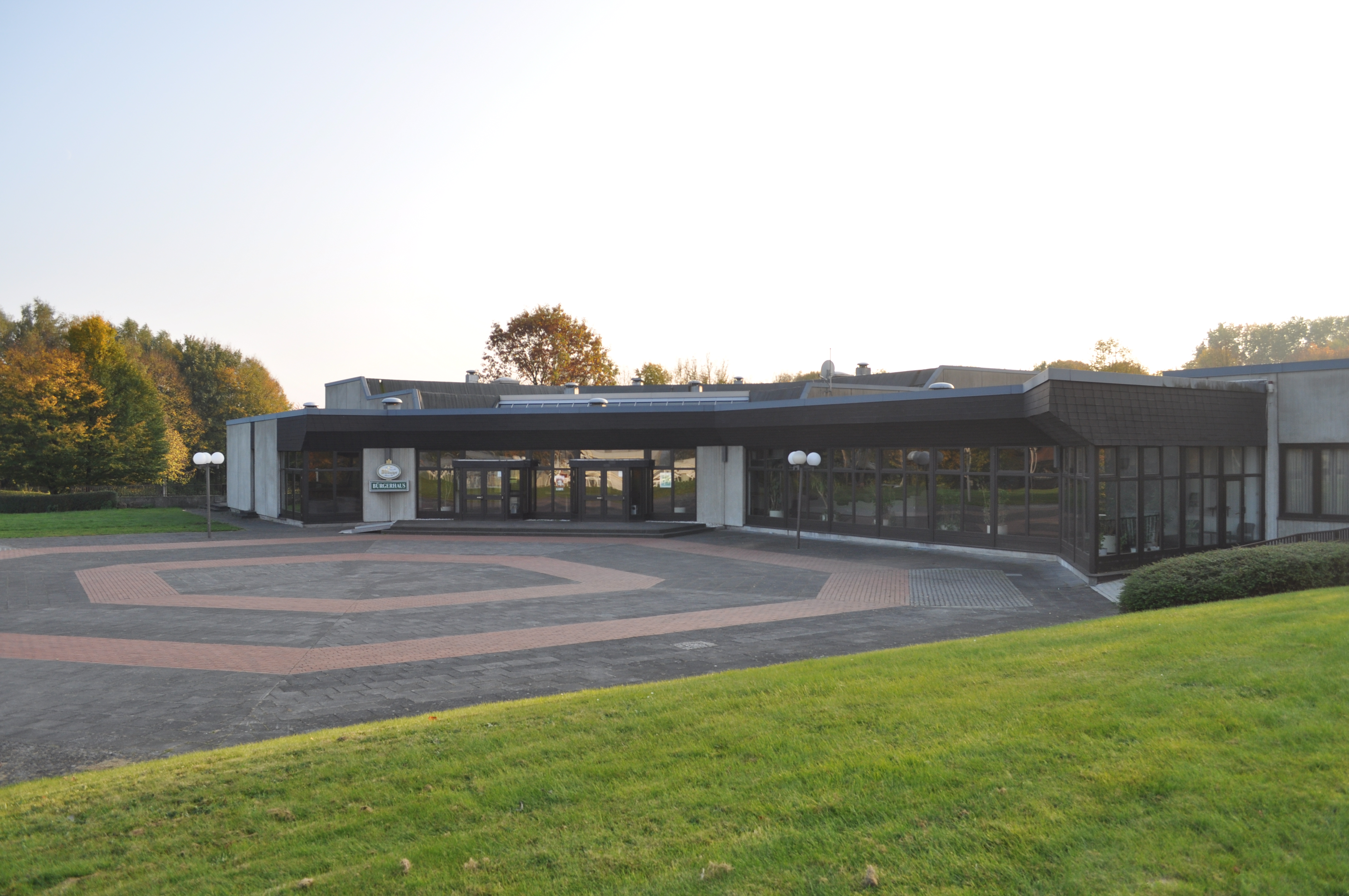
Bürgerhaus
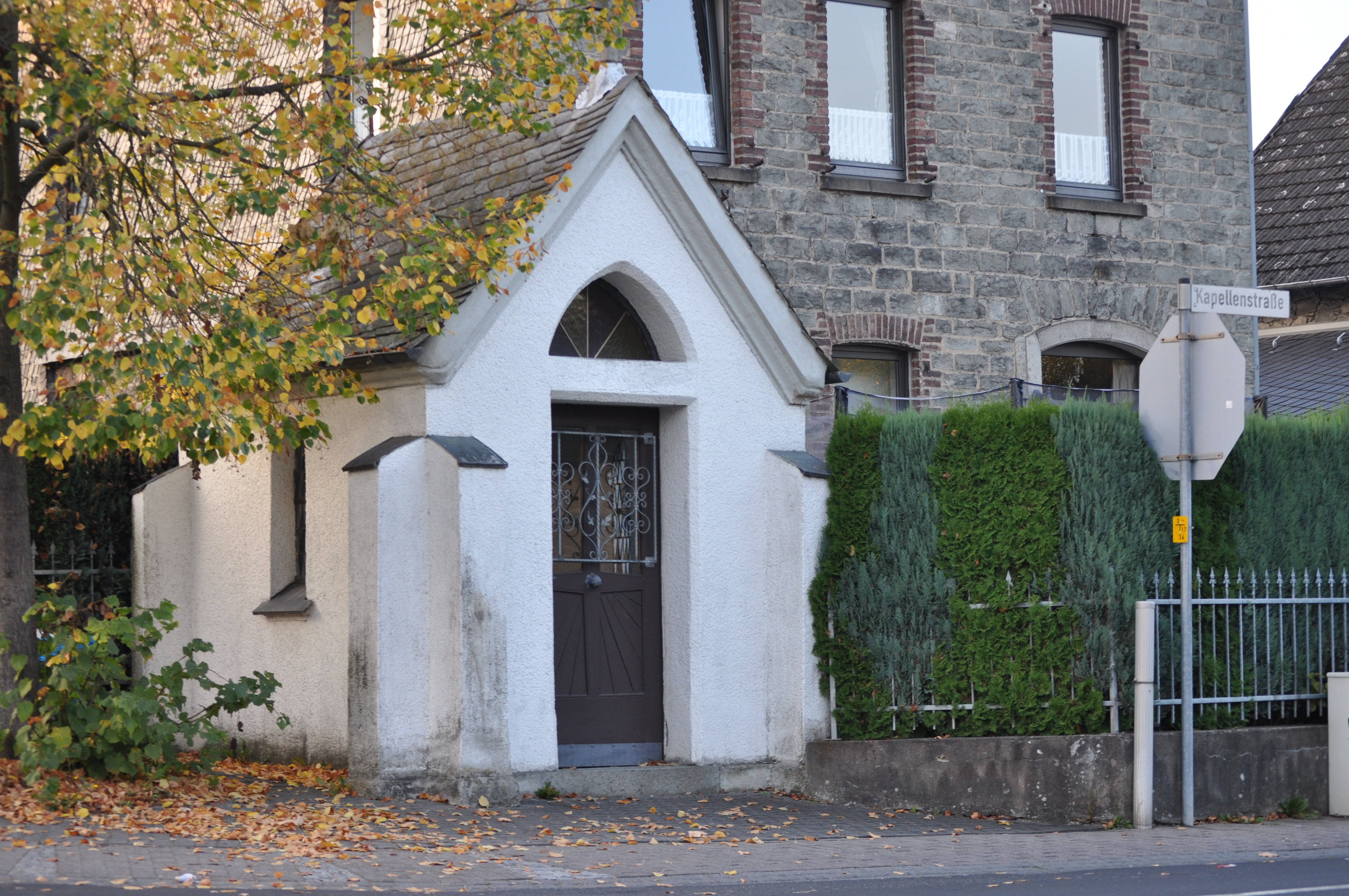
Kapelle
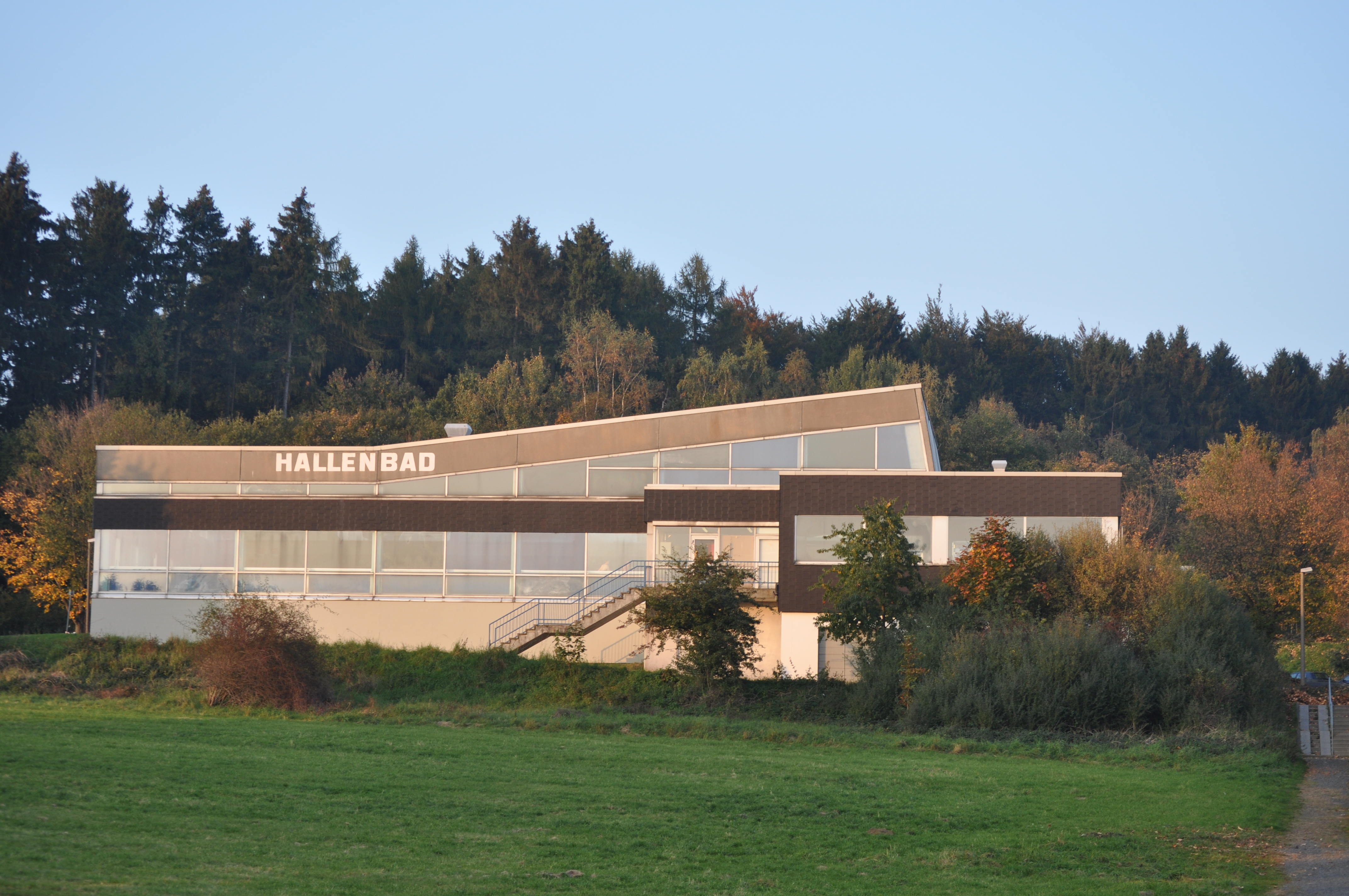
Hallenbad